# Guillaume Dye
Guillaume Dye est un islamologue et orientaliste français, professeur à l'Université libre de Bruxelles (ULB).
Depuis 2007, il est titulaire d'un master en linguistique de l'École pratique des hautes études (EPHE).
Il est membre du Centre interdisciplinaire d’étude des religions et de la laïcité (CIERL) et du Groupe de recherche en histoire médiévale.

## Publications
- Compétition religieuse et culture partagée dans les lieux saints complexes d'Asie du sud avec Isabelle Depret
- Hérésies : une construction d'identités religieuses, avec Christian Brouwer et Anja van Rompaey.
- Figures bibliques en islam, avec Fabien Nobilio, 2011[4].
- « Les Grecs, les Arabes et les “racines” de l’Europe : réflexions sur “l’affaire Gouguenheim” », Revue belge de philologie et d'histoire, 2009,  t. 87, fasc. 3-4, pp. 811-835.
- Partage du sacré : transferts, dévotions mixtes, rivalités interconfessionnelles, sous la direction de Isabelle Dépret et Guillaume Dye, Fernelmont, E.M.E., 2012, 244 p.[5]
- Mohammad Ali Amir-Moezzi et Guillaume Dye, Le Coran des historiens, Paris, éditions du Cerf, 2019, 3408 p. (ISBN 9782204135511)
- Avec Mohammad Ali Amir-Moezzi (dir.), Histoire du Coran, Paris, éditions du Cerf, 2022.